# Ingå kolkraftverk

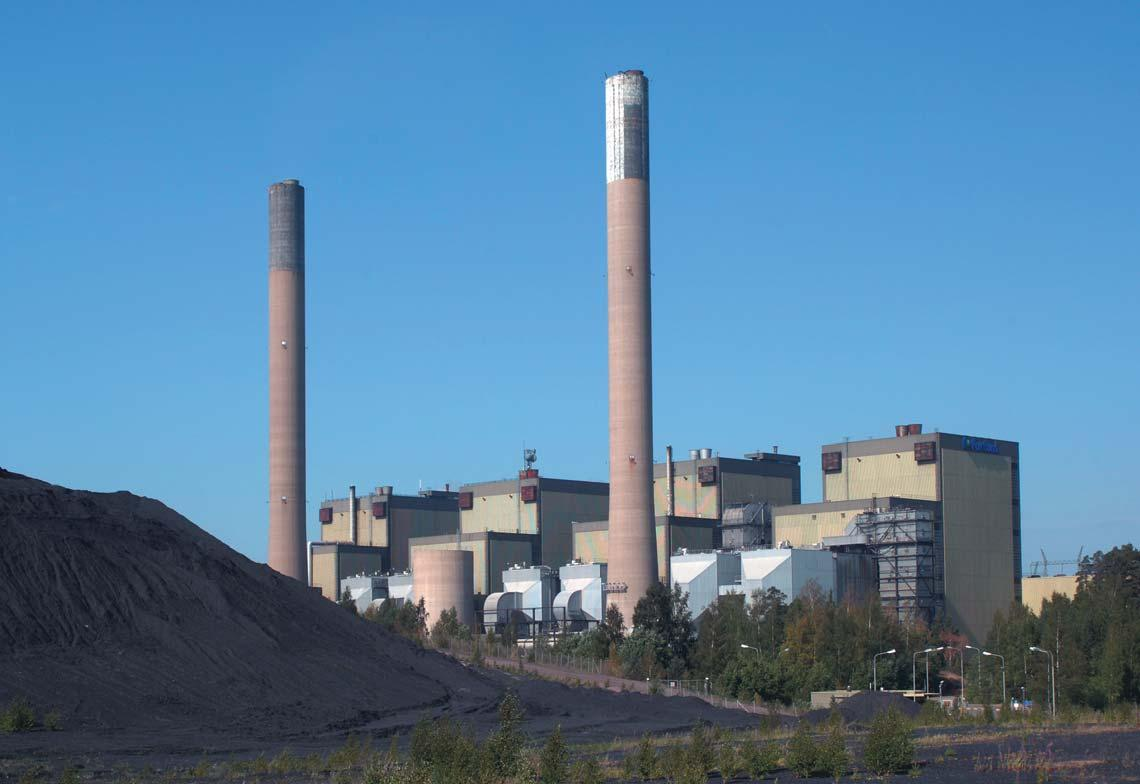
Ingå kolkraftverk, 2008

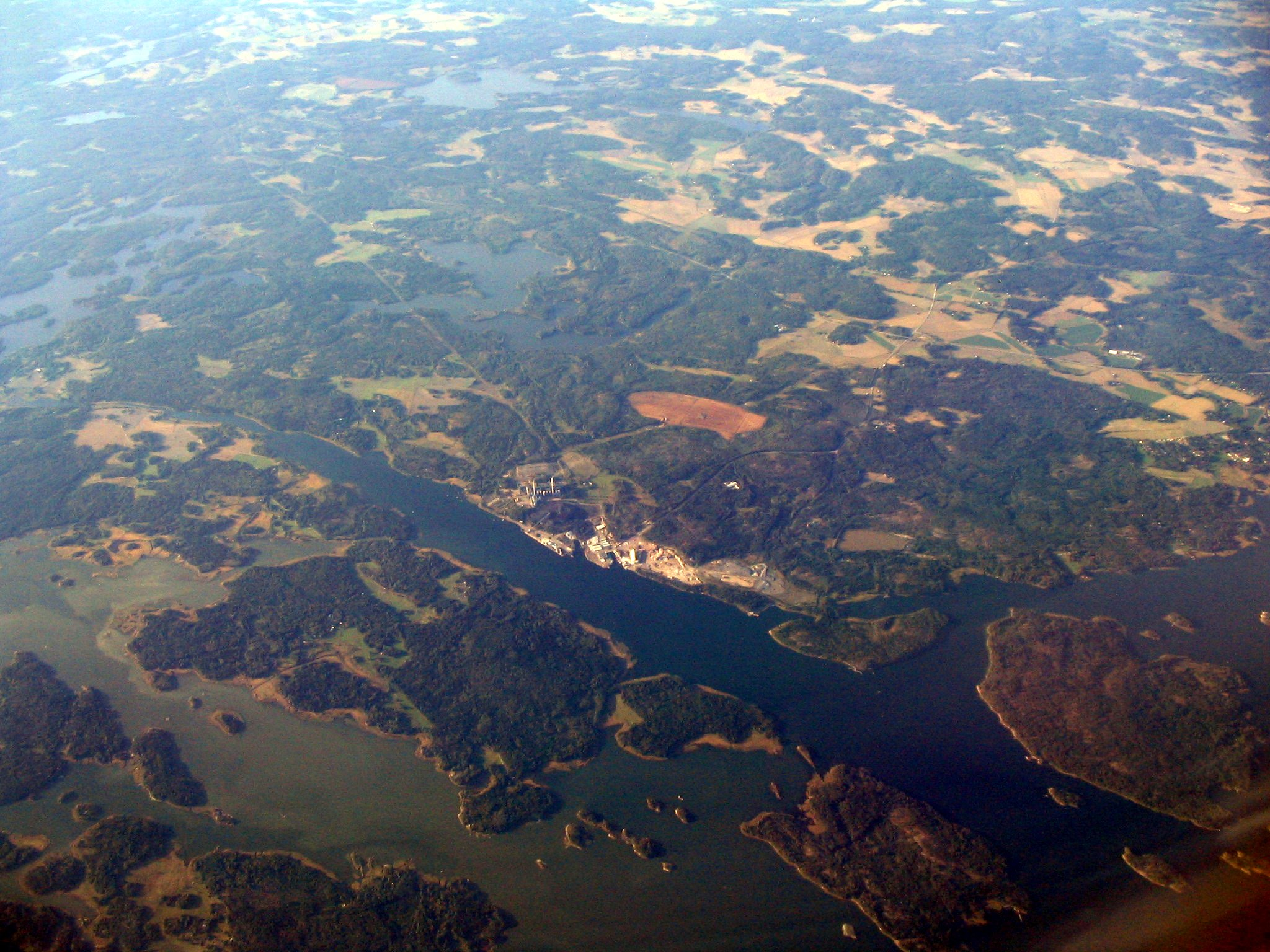
Joddböle, sett mot nordväst 2006, med hamnen och Ingå kolkraftverk samt en torvtäkt mitt i bilden

Ingå kolkraftverk (finska: Inkoon voimalaitos) var ett finländskt kondenskraftverk i Joddböle sydväst om Ingå. Det började uppföras 1970 av det statliga företaget Imatran Voima, och de fyra turbinerna togs i bruk mellan 1974 och 1978. Driften upphörde 2014, och anläggningen revs 2017–2020.
Kraftverket var när det anlades ett av Nordens största kondenskraftverk, vars fyra turbiner i fyra block hade en sammanlagd effekt på 1 064 MW. Turbinerna och generatorerna levererades av Siemens och pannorna av Deutsche Babcock & Wilcox Dampfkessel Werke. Kraftverket kunde eldas med både olja och kol och hade på 1980-talet en personal på uppemot 500 personer. Det betjänades av en kolhamn som låg omedelbart intill – och anlades samtidigt som – Ingå hamn.
Ingå kolkraftverk var från och med 1996 ett reservkraftverk, som togs i bruk endast vid kallt väder eller då andra extrema förhållanden rådde.